# Mathieu II Visconti
Pour les articles homonymes, voir Visconti.
Pour les autres membres de la famille, voir Famille Visconti.
Mathieu II Visconti, en italien Matteo II Visconti, né vers 1319 et mort le 29 septembre 1355, était un noble italien qui fut co-seigneur de Milan de 1349 à 1355 avec ses frères Galéas II et Barnabé.

## Biographie
Mathieu était le fils aîné d'Étienne Visconti (NC - 1327) et de la génoise Valentine Doria (1290-1359).

Étienne était lui-même le cinquième fils du seigneur Mathieu Ier et ses trois enfants Mathieu, Galéas et Barnabé se trouvaient être, après les décès successifs de leur oncle Galéas Ier, de leur cousin Azzon, puis de leurs deux autres oncles Lucien et Jean, qui avaient tous quatre régné sur Milan, les derniers descendants légitimes mâles de la famille.
En juillet 1340, il participe avec ses frères à la conjuration menée par Francesco Pusterla et quelques autres nobles contre leurs oncles Jean et Lucien qui viennent de succéder à leur cousin Azzon. Cette conjuration ayant été dénoncée, Lucien sévit contre les conjurés mais ne punit pas ses neveux.
Il épouse, vers 1341, Gigliola Gonzague (NC - 1354), fille de Filippino, vicaire impérial de Reggio d'Émilie et d'Anna di Dovara.
En 1346, après un nouveau complot, il est contraint à l'exil en même temps que ses frères. Il part à Morano sul Po dans le petit État du Montferrat où le marquis régnant est Jean II Paléologue.

Il n'en revient qu'en 1350, après la mort de Lucien, rappelé avec ses frères à Milan par l'oncle restant, l'archevêque Jean, qui a succédé à son frère Lucien, pour participer au gouvernement dont il est devenu seul seigneur et vicaire impérial et qui les reconnaît comme ses successeurs.
Le 5 octobre 1354, Jean décède et les trois neveux Mathieu II, Galéas II et Barnabé deviennent co-seigneurs de Milan en se partageant les seigneuries affidées :
- Mathieu II est seigneur de Plaisance, Lodi, Parme, Bologne, Pontremoli, Monza et San Donnino[2].
- Galéas II obtient Pavie, Côme, Novare, Verceil, Asti, Alba, Tortona, Alexandrie et Vigevano.
- Barnabé règne sur Bergame, Brescia, Crémone, Soncino, Lonato et Val Camonica.

Dans la dotation de Mathieu, la cité de Bologne posa un problème dans la mesure où Giovanni Visconti d'Oleggio en avait obtenu le gouvernement en récompense de services rendus. Ce dernier proclama l'indépendance du fief. Mathieu limita sa réaction à une protestation auprès du pape mais son frère benjamin Barnabé appela à la révolte contre Bologne.
Trop arrangeant, Mathieu était considéré un poids mort dans le triumvirat milanais. Personne ne s'étonna de ce qui advint : le 29 septembre 1355, après un repas au retour d'une battue de chasse à Monza, il fut pris de violentes douleurs abdominales. Il fut transporté à Milan, mais les médecins ne purent qu'assister, impuissants, à la mort de Mathieu.
Dans son testament, Valentina Doria, la mère des trois co-seigneurs, écrira qu'elle est convaincue que Mathieu a été assassiné par ses frères.

## Descendance
De son union avec Gigliola Gonzague naquirent deux enfants :
- Catherine (1342-1382) promise, dès sa naissance, à Berthold Ier d'Este mort en 1343 ; elle épousera, en 1358, Ugolino Gonzague, un cousin de sa mère puis Feltrino Gonzague, seigneur de Novellara.
- Andreola (NC-1376) qui deviendra abbesse.